# Spainsat
O Spainsat, também conhecido por XTAR-LANT é um satélite de comunicação geoestacionário construído pela Space Systems/Loral (SS/L). Ele está localizado na posição orbital de 30 graus de longitude leste e é operado em conjunto pela Hisdesat e XTAR. O satélite foi baseado na plataforma LS-1300 e sua expectativa de vida útil é de 15 anos.

## Objetivo
O satélite foi projetado para comunicações militares e governamentais. O satélite permite telecomunicações das diferentes missões das forças armadas espanholas no exterior. Proporciona uma cobertura sobre uma vasta área desde os Estados Unidos até a América do Sul, passando pela África, Europa e Oriente Médio. 
O satélite também oferece cobertura em missões humanitárias, de segurança e de inteligência, operações militares, envio de imagens, serviços de embaixadas e comunicações do governo espanhol.

## História
O Spainsat opera treze transponders especialmente configurados de alta potência, doze em banda X e um em banda Ka, a partir de sua posição orbital de 30 graus de longitude oeste, oferecendo cobertura para a Espanha, Europa, África e Américas.
A Hisdesat arrenda cinco dos transponders de banda X do Spainsat para o Ministério da Defesa da Espanha, com os restantes oito transponders alugados para a XTAR para atender os seus  clientes da área de defesa dos EUA e outros governos aliados. Os transponders operados pela XTAR são referidos como XTAR-LANT.

## Lançamento
O lançamento do satélite ao espaço ocorreu com sucesso no dia 11 de março de 2006 às 22:32 UTC, por meio de um veículo Ariane 5 ECA a partir do Centro Espacial de Kourou, na Guiana Francesa, juntamente com o satélite Hot Bird 7A. Ele tinha uma massa de lançamento de 3 683 kg.

## Capacidade e cobertura
O Spainsat é equipado com 12 transponders em banda X (4 RHCP + 4 LHCP) e um em banda Ka para fornecem serviços de banda X para os EUA, Europa e para as agências governamentais aliadas e as forças militares desde os Estados Unidos, América do Sul, África e do Oriente Médio.